# Noobees
Noobees é uma série colombiana, produzida pela Televideo Mediapro para Nickelodeon. É protagonizada por Michelle Olvera e Andrés de la Mora. Co-protagonizada por Clara Tiezzi, Ilenia Antonini, Lion Bagnis, Camila Pabón, Kevin Bury, Pipe Arcila e Andy Munera. Antagonizada por María José Vargas e Megumi Hasebe e com a participação especial de Brandon Figueredo e Karol Saavedra. Foi exibida pela Nickelodeon latino-americana de 17 de setembro a 7 de dezembro de 2018. A série foi escrita e criada por Enrique "Flipy" Pérez. 
Sua primeira temporada estreou na Nickelodeon Brasil em 04 de fevereiro, sendo finalizada no dia 26 de abril de 2019.
Sua segunda temporada estreou simultaneamente na Nickelodeon da América Latina e do Brasil em 02 de março, sendo finalizada no dia 31 de julho de 2020.
Foi 2021 adicionada ao catálogo do Paramount+, mais no início de 2024 foi removido por motivos desconhecidos.

## Produção
Em 30 de janeiro de 2019, a série foi renovada para uma segunda temporada, estreando no dia 02 de março de 2020 simultaneamente em toda a América do Sul . Mais 3 dias antes de sua estreia, seu primeiro capítulo foi disponibilizado no NickPlay e no canal do Youtube da Nickelodeon.
Em 7 de abril de 2020 foi anunciado que a segunda temporada seria dividida em duas partes. Com sua primeira parte terminando em 10 de abril de 2020.
A segunda parte da 2° temporada da trama iria começar apenas no dia 29 de junho de 2020 na Nickelodeon Brasil, porém por motivos desconhecidos, a estreia foi antecipada para 22 de junho às 20:00 da noite, o anúncio da antecipação da estreia foi feito através da divulgação de um banner com a nova data da estreia dos episódios no site oficial da Nickelodeon, o mundonick.com. Especula-se que a Nick quisesse unir o fim da reprise da 1 parte exibida pela manhã com a estreia da 2 parte na semana seguinte, para atrair novos telespectadores.
Alguns boatos relatavam que uma 3ª Temporada poderia ser produzida, porém foi desmentido por Pipe Arcila.

## Enredo

### 1° Temporada (2018)
Silvia é uma adolescente cuja paixão é basquete e treina com o pai. Seus melhores amigos são Matt e Laura. Matt está apaixonado por Silvia, mas ele não confessou isso. Silvia nunca se importou com videogames, ao contrário de seu irmão Erick, que gosta muito deles e tem o sonho de ganhar o campeonato da LVP (Liga de Vídeo Games Profissinais) uma liga onde várias equipes disputam pelo troféu jogando uma partida de Labirinto. Tânia é expulsa dos Rockers uma das equipes da LVP que é composta por: David o capitão da equipe, Ruth, KONG, Lili e Roberta (que entra no lugar da Tânia) e Roberto pai da Roberta é o treinador. Matt e Norah são os cartes das partidas e Norah é apaixonada por Matt. Então ela cria uma nova equipe junto com Pablo (Seu Irmão), Niko e Erick, e ainda precisa de um integrante e para ajudar seu irmão, usa um fone que pertencia ao Mateo o amigo de seu pai que desapareceu a 13 anos mais sem saber que o fone lhe dá os poderes do avatar que joga. Quando ela começa a descobrir seus poderes ela conta para Laura e em seguida quem descobre é a Tânia que passam a ajuda-la.
Enquanto isso Mateo (o pai do Matt que desapareceu a 13 anos) se digitaliza em um mundo virtual, por lá ele conhece o Game Over a Inteligência Artificial do Labirinto, que diz a ele que agora ele conseguiu se digitalizar no jogo e agora ele deve superar 8 níveis para sair de Lost City e voltar ao mundo real, e que o tempo vai ser seu maior inimigo. E nesse mundo ele encontra o Pixie uma Abelha Virtual que o ajuda a superar os níveis. Silvia e David apesar de serem rivais eles acabam se apaixonando e por fim acabam namorando, mais quem não gosta disso é a Ruth que junto com o Matt vão fazer de tudo para separa-los.
A Silvia ao mesmo tempo que precisa lidar com o fato de estar se transformando em um avatar ela precisa conciliar seu relacionamento com o David e ajudar se irmão a realizar seu sonho. Ela agora precisa saber mais sobre o fone que o Mateo criou e ao mesmo tempo saber seu paradeiro e encontrar o Zigorisko o criador do Labirinto que é o único que pode ajudar a parar sua avatarização.

### 2° Temporada (2020) - Parte 1
Game Over viaja para Avatar City um mundo virtual habitado pelos avatares do Labirinto e decide que vai usá-los para iniciar seu plano para dominar o mundo e ao mesmo tempo ele quer se vingar da Silvia por ter arruinado seus planos. Os Noobees agora estão precisando de novos integrantes já que a Tânia e o Pablo saíram da equipe e se mudaram pro Japão, e pra piorar Silvia também decide sair da equipe, e agora Norah também entra pros Noobees. Os Rockers também precisam encontrar novos integrantes por conta da Ruth que agora está focando em sua carreira de atriz e agora tem dois assistentes Rufino e Nina, da Roberta que viajou com Roberto pelo mundo para vender o Sk8-Sor e do KONG que agora é o treinaror dos Rockers. Além deles Matt se mudou pra outra cidade com sua família sem dizer o motivo e Laura está em uma expedição no Brasil.
Game Over decide chamar Athina um avatar que nunca é escolhia por sempre chegar atrasada para jogar, que diz a ela que pode dar lhe-dar uma oportunidade  de viajar para o mundo real para comprir uma missão, ela então aceita, mais antes de ir ele pede a ela pra hipnotizar o David para ele se tornar um menino competitivo, arrogante e trapaceiro. E isso se torna um problema para a relação dele com a Silvia que volta pros Noobees. E assim que ela viaja para o mundo real ela se torna a nova Rocker. E ao mesmo tempo Rocco um avatar arrogante que acha que é o melhor de todos também é chamado por Game Over que também lhe dá a oportunidade de viajar para o mundo real, e ao viajar ele entra pros Noobees.
E agora tem o Trovão um garoto que é muito fã da Norah pelo trabalho dela de carter e se torna o novo caster da LVP, ele também demonstra gostar da Norah que faz o KONG que agora também gosta da Norah criar uma rivalidade com ele. E a Fernada uma garota que tem o sonho de ser caster também se torna uma, mais com a identidade de Estrella por que não quer que seu pai o Arturo que o novo diretor do colégio a descubra, mas Niko a descobre e promete que não vai contar nada mais, e ao mesmo tempo ela e o Niko desenvolvem uma relação. E a Doris que foi uma grande jogadora no passado se torna a nova treinadora dos Rockers.
E também quem fica sabendo das viagens pro mundo real são a Jackie que é um avatar que é mandada por Game Over para o mundo real e por quem Erick se apaixona e Melvin que um avatar muito fã da Ruth que tem o sonho de conhece-la.

### 2° Temporada (2020) - Parte 2
Após o fim da primeira parte, Ruth descobre sobre os avatares e o plano do Game Over e decide se unir a ele pra ajuda-lo. Laura agora está devolta mais não escapa de ser uma vítima do Game Over.
Agora sabendo que o Game Over tá vivo, Silvia então decide fazer um pacto com a Inteligência Artificial pra ele deixar todos que ela gosta em paz, mais no processo ele cria um avatar, a Silvix que vai ajuda-lo em seu plano pra dominar os humanos. E como ele descobre que o Pixie tá vivo, ele decide usa-lo pra mandar todos os humanos pra Dark City. E agora Ruth precisa escolher de qual lado ficar: dos humanos ou dos avatares.

## Personagens
Silvia Rojas: a protagonista da série e integrante da equipe de e-sports da Liga de Videojuegos Profissionais (LVP), Noobees. Silvia é uma equipe com um único objetivo: cumprir o sonho de seu irmão, Erick de ser um jogador de videogame, embora ela tenha experiência nula na área, sendo conhecida por David como: "A Menina Noob". No entanto, a paixão de Silvia é o Basquete, onde é a melhor jogadora do time do seu colégio. E apesar de serem rivais, ela e o David acabam se apaixonando. Ela se tornou a capitã dos Noobees na segunda temporada.
David Orduz Barrios: o capitão dos Rockers, um dos melhores times da LVP. Está apaixonado por Silvia desde que se conhecerem, apesar de estar na equipe rival. Além dos e-sports, David também possui talento na música; sabe cantar e tocar guitarra.
Ruth Olivera: a antagonista principal e integrante dos Rockers e menina popular do colégio que sempre é vista gravando vídeos pro seu canal conversando com seus seguidores. Ao longo da trama, Ruth tinha uma rivalidade com Silvia, não apenas na LVP, mas ambas sentiam atração por David. Na segunda temporada, ela se torna uma atriz e quando descobre sobre os avatares, ela ganha poderes e se alia ao Game Over.
Matt Montero / Misterioso M: é o melhor amigo de Silvia e caster da LVP. Assim como David, ele também está apaixonado por Silvia, e sendo assim, ambos rivalizam por ela. Perto do final da primeira temporada, ele encontra o Fone 2.0, que também dá os poderes do avatar dele, e após descobrir que seu pai tá preso em Lost City, ele se junta a Silvia pra salvar seu pai. Em segredo, Matt tem um alter ego chamado Misteriso M, o melhor jogador da LVP, assim como seu pai foi. Na segunda temporada, Matt e seus pais mudam de cidade por motivos desconhecidos.
Tania Botero: a capitã dos Noobees, melhor amiga Silvia e irmã-gemea de Pablo. Originalmente Tania foi integrantes dos Rockers, mas depois foi expulsa da equipe por culpa de Ruth, mas formou os Noobees graças ao seu irmão. Durante a série, Tania também contou com o apoio de Kong, seu amigo do colégio e ex-companheiro de equipe. Na segunda temporada, ela e Pablo saíram dos Noobees depois de se mudarem pro Japão.
Pablo Botero: é o irmão-gameo de Tania e membro dos Noobees. Ajude sua irmã a formar a equipe recrutando seus melhor amigo, Niko. Devido ao seu fascínio pelo cosplay , Pablo deixa a equipe e Laura, por quem está apaixonado, entre no seu lugar; No entanto, retornou à final da LVP, no final da primeira temporada. Mais sai novamente da equipe na segunda temporada, já que ele e sua irmã se mudaram pro Japão.
Niko: é outro integrante dos Noobees. É um garoto muito inteligente e praticamente o mais consciente da equipe. No meio da trama, Silvia revela pra ele sobre seus poderes, e é um dos poucos que entendem o Pixie. Na segunda temporada, ele se apaixona por Fernanda, a nova caster da LVP.
Erick Rojas: é o irmão mais novo de Silvia e membro dos Noobees, sendo o mais extrovertido do grupo. Sempre sonhou em ser um jogador de videogame profissional como seu pai, e graças a sua irmã que decidiu se unir aos Noobees, Erick conseguiu entrar pra LVP. Na segunda temporada, se apaixona por Jackie, sem saber que é um dos avatares do Labirinto.
Laura Calles: é a melhor amiga de Silvia. Ela joga com a Silvia no mesmo time de Basquete, apesar de não ter tanta agilidade; Ela se torna a mascote dos Noobees e no meio de trama, entra no lugar do Pablo (por quem está apaixonado). Na segunda temporada, Laura fez uma expedição no Brasil, mais posteriormente retorna.
Roberta Barrios: é a prima de David, melhor amiga de Erick e integrante dos Rockers. Foi a mais nova da equipe, substituindo Tania depois que ela foi expulsa. Ela não gosta muito de jogar e tem uma habilidade para andar de skate. Roberta sai dos Rockers na segunda temporada, já que ela e seu pai saem para vender o Sk8-Sor por todo o mundo, mais retorna no final pra ver a final da LVP.
Liliana "Lili": é a melhor amiga de Ruth e integrante dos Rockers. Lili é retratada como a assistente pessoal de Ruth, embora não a tolere em algumas situações; também sabe tocar o ukulele . Na segunda temporada, decida não continuar sua amizade com Ruth e começa a ser a melhor amiga de Silvia e Norah.
Kevin Omar Nuñez Gómez "Kong": é o melhor amigo de David e membro dos Rockers. Todos o chamam de Kong, que são as iniciais do seu nome e o mesmo se sente cómodo. É um garoto sensato e divertido, e tem o costume de abraçar fortemente as pessoas. Kong se aproxima de Tania, apesar de serem rivais. Na segunda temporada, ele se apaixona por Norah, envolvendo-se em um triângulo amoroso com ela e Trovão, o novo caster da LVP.
Norah: foi a caster da LVP junto com Matt na primeira temporada, apaixonando-se por ele instantaneamente. No entanto, Norah deixa esse carga para substituir Tania como parte dos Noobees na segunda temporada, e se torna a melhor amiga de Silvia e Lili e está metida em um triângulo amoroso com Kong e Trueno.
Rocco: é um avatar do Laberinto. Na segunda temporada, ele se torna um capanga do Game Over para ajudá-lo em sua vingança contra Silvia depois de tentar destrui-lo em Lost City. Ele se infiltra no mundo real e se integra aos Noobees, substituindo Pablo.
Athina: é um avatar do Laberinto. Ela também se tornou uma capanga do Game Over, e por isso trabalha junto com Rocco se infiltrando no mundo real como um humano e se integrando aos Rockers, substituindo Roberta.
Trovão(br) ou Trueno(latin): é o novo caster da LVP, substituindo Matt. Ele se apaixona por Norah, razão por quem ele e Kong se detestam.
Fernanda / Estrela: é a nova caster da LVP, junto com Trovão, substituindo Norah. Uma garota tímida e filha do novo diretor da escola. Mais inicialmente ela usa um alter-ego a Estrela, por medo que seu pai não aprove sua escolha. Durante a trama, Fernanda se apaixona por Niko.
Jackie: um avatar do Laberinto. Viaje ao mundo real para conhecer os humanos, se tornando a mascote dos Noobees, após a saída de Laura. É o interesse amoroso de Erick.
Melvin: um avatar do Laberinto. Acompanha Jackie no mundo real, se apaixonado pela Ruth, que é a razão principal de suas constantes viagens.
Rufino Aveline: é um dos companheiros de classe dos personagens. Ele teve um fanatismo desmedido com Ruth, tentando ganhar seu amor na segunda temporada, competindo com Melvin por ela. Rufino é o único personagem afro-colombiano da série.
Helen Santiago: é a capitã da CTRZ, outra equipe de videogames da LVP. Ela está apaixonada por David.
Olimpia: é a capitã dos Sports, outra das equipes da LVP na segunda temporada. Ela está disputando a derrota de qualquer equipe com tanto que sua equipe seja a melhor da competição, incluindo os Noobees e principalmente os Rockers.
"Nina Gómez': é a nova assistente de Ruth como substituta de Lili na segunda temporada. Se encarrega de seguir ordens e ajudar Ruth com tudo. Guarda um segredo muito grande.
Héctor Rojas: é o pai de Silvia e Erick, e treinador dos Noobees. Héctor antes de ser um jogador de videogame profissional, ele decidiu se aposentar para poder passar mais tempo com sua família. Na primeira temporada, rivalizou com Roberto na LVP e posteriormente com Doris na segunda devido a uma rejeição no passado.
Roberto Barrios: é o pai de Roberta, tio de David e treinador dos Rockers. Roberto antes foi um jogador de videogame profissional, mas se aposentou por motivos desconhecidos. Ele tem uma forte rivalidade com Héctor. Na segunda temporada, ele junto com a Roberta saem da equipe pra vender o Sk8-Sor pelo mundo, mais retorna no final pra ver a final da LVP.
Mateo Montero: é o pai de Matt, melhor amigo de Héctor e um dos melhores jogadores da LVP. Ficou desaparecido por 13 anos por ter ficado preso em Lost City; durante sua estadia, ele conheceu o Game Over e o Pixie. Na segunda temporada, Mateo retorna como novo funcionário da Pixel Video Games.
Salma de Rojas: é a mãe de Silvia e Erick, e esposa de Héctor. Ela vive viajando a trabalho, mas em algumas ocasiões ajuda a família.
Emma de Montero: é a mãe de Matt e esposa de Mateo. Na segunda temporada, ela e sua família se mudam para outra cidade por motivos desconhecidos.
Marina Barrios de Orduz: é a mãe de David e a irmã de Roberto. Também é a dona do Arcade, o lugar onde os jogadores da LVP competem. Na segunda temporada, pratica papéis de todo o mundo.
Dorothea "Doris" Tempestade(br) ou Tormenta (latin): é a nova treinadora dos Rockers na segunda temporada, professora de química do colégio e mãe de Trovão. É uma mulher que busca levar os Rockers à vitória motivando-os e fazendo-os treinar duro. Doris também busca vencer Héctor, que como se menciona durante a trama, eles tiveram um relacionamento no passado, mais acabou levando um fora.
Kosnika: é o avatar de Silvia no Laberinto, que acabou se apaixonando pelo Game Over.
Kral: é o avatar de David no Laberinto, que está apaixonado pela Kosnika.
Oritzo: é o avatar de Ruth no Laberinto, até que foi trocada pelo Melvin, o que a fez criar uma rivalidade com ele.
Game Over: é o antagonista da série, é a Inteligência Artificial do Labirinto, mais saiu do controle e foi preso pelo Zigorisko em Lost City. E quando conheceu o Mateo, decidiu usá-lo pra sair pro mundo real. Na segunda temporada, ele viaja pra Avatar City e decide usar os avatares do Labirinto pra dominar o mundo e se vingar da Silvia.
Pixie: Uma abelha virtual que o Mateo conheceu em Lost City, que o ajuda a sair de lá. Game Over o considera um Both, um erro do sistema. Ele se comunica através de sons, e os únicos que entendem o que ele fala, são o Mateo e o Niko. Na segunda temporada, ele faz amizade com a Jackie que o esconde do Gamer Over.

## Elenco
| Ator                            | Personagem                                  | Temporadas            | Temporadas            | Temporadas            |                 |
| Ator                            | Personagem                                  | 1                     | 2A                    | 2B                    |                 |
| Protagonistas                   | Protagonistas                               | Protagonistas         | Protagonistas         | Protagonistas         |                 |
| ------------------------------- | ------------------------------------------- | --------------------- | --------------------- | --------------------- | --------------- |
| Michelle Olvera                 | Silvia Rojas                                | Protagonista          | Protagonista          | Protagonista          |                 |
| Michelle Olvera                 | Sílvix                                      |                       |                       | Convidada             |                 |
| Andrés de la Mora (Andy D)      | David Ortuz Barrios                         | Protagonista          | Protagonista          | Protagonista          |                 |
| Andrés de la Mora (Andy D)      | Davix                                       |                       |                       | Convidado             |                 |
| María José Vargas (Majo Vargas) | Ruth Olivera / Ruthilika                    | Antagonista Principal | Antagonista Principal | Antagonista Principal |                 |
| Lion Bagnis                     | Matt Montero / Misterioso M                 | Co-Protagonista       |                       |                       |                 |
| Ilenia Antonini                 | Tânia Botero                                | Co-Protagonista       |                       |                       |                 |
| Kevin Bury                      | Pablo Botero                                | Co-Protagonista       |                       |                       |                 |
| Andy Munera                     | Niko                                        | Co-Protagonista       | Co-Protagonista       | Co-Protagonista       |                 |
| Brandon Figueredo               | Erick Rojas                                 | Co-Protagonista       | Co-Protagonista       | Co-Protagonista       |                 |
| Clara Tiezzi                    | Laura Calles                                | Co-Protagonista       | Convidada             | Co-Protagonista       |                 |
| Megumi Hasebe                   | Liliana "Lili"                              | Co-Antagonista        | Co-Protagonista       | Co-Protagonista       | Co-Protagonista |
| Karol Saavedra                  | Roberta Barrios                             | Co-Protagonista       |                       | Convidada             |                 |
| Camila Pabón                    | Norah                                       | Co-Protagonista       | Co-Protagonista       | Co-Protagonista       |                 |
| Felipe Arcila (Pipe Arcila)     | Kevin Orlando Núñez Gómez "KONG"            | Co-Protagonista       | Co-Protagonista       | Co-Protagonista       |                 |
| Sergio Herrera                  | Rufino                                      | Convidado             | Co-Antagonista        | Co-Antagonista        |                 |
| Karlis Romero                   | Athina                                      |                       | Co-Antagonista        | Co-Antagonista        |                 |
| Julián Cerati                   | Rocco                                       |                       | Co-Antagonista        | Co-Antagonista        |                 |
| Mafe Marin                      | Jackie                                      |                       | Co-Protagonista       | Co-Protagonista       |                 |
| Luís Giraldo                    | Melvin                                      |                       | Co-Protagonista       | Co-Protagonista       |                 |
| Ginna Parra                     | Fernanda / Estrella                         |                       | Co-Protagonista       | Co-Protagonista       |                 |
| Alejandro Hidalgo               | Trueno (LA) / Trovão (BR)                   |                       | Co-Protagonista       | Co-Protagonista       |                 |
| Juanita Molina                  | Kosnika                                     |                       | Co-Protagonista       | Co-Protagonista       |                 |
| Carlos Baez                     | Kral                                        |                       | Co-Protagonista       | Co-Protagonista       | Co-Protagonista |
| Michell Orozco                  | Oritzo                                      |                       | Co-Protagonista       | Co-Protagonista       |                 |
| Isabella Dominguez              | Nina                                        |                       | Co-Antagonista        | Co-Antagonista        |                 |
| Estelares                       |                                             |                       |                       |                       |                 |
| Luís Fernando Salas             | Hector Rojas                                | Estelar               | Estelar               | Estelar               |                 |
| Óscar Rodo                      | Roberto Barrios                             | Antagonista Estelar   |                       | Convidado             |                 |
| Nara Gutierrez                  | Marina Gómez                                | Estelar               | Estelar               | Estelar               |                 |
| Nara Gutierrez                  | Inteligência Emocional (Voz)                |                       | Convidada             |                       |                 |
| Karen Martinez                  | Salma Gomez de Rojas                        | Estelar               | Estelar               | Estelar               |                 |
| Marisol Correa                  | Emma de Montero                             | Estelar               |                       |                       |                 |
| Luis Duarte (Lugo Duarte)       | Mateo Montero                               | Estelar               | Convidado             | Convidado             |                 |
| Julian Beltran                  | Game Over (Voz)                             | Antagonista Estelar   | Antagonista Estelar   | Antagonista Estelar   |                 |
| Ian Valencia                    | Game Over (Avatar) / Gonzalo                |                       | Antagonista Estelar   | Antagonista Estelar   |                 |
| Monica Uribe                    | Doris Tormenta (LA) / Doris Tempestade (BR) |                       | Antagonista Estelar   | Antagonista Estelar   |                 |
| Pablo Rodríguez                 | Arturo                                      |                       | Estelar               | Estelar               |                 |
| Secundários e Convidados        |                                             |                       |                       |                       |                 |
| Daniela Vélez                   | Helen Santiago                              | Secundária            | Convidada             |                       |                 |
| La Pereztroica                  | Olímpia                                     |                       | Secundária            | Secundária            |                 |
| Juliana Velásquez               | Soledade                                    | Secundária            | Secundária            |                       |                 |
| Manuel Prieto                   | Professor Manuel                            | Secundário            |                       |                       |                 |
| Ingrid Daniela Gómez            | Camila                                      | Secundária            |                       |                       |                 |
| Fernando Lara                   | Diretor                                     | Convidado             |                       |                       |                 |
| Estive Urrutia                  | Anoiram                                     |                       | Convidado             | Convidado             |                 |
| Stiven Espitia                  | Adoam                                       |                       | Convidado             | Convidado             |                 |
| Nicolas Vargas                  | Sasac                                       |                       | Convidado             | Convidado             |                 |
| Jeisen Pacheco                  | Ferbat                                      |                       | Convidado             | Convidado             |                 |
| Camila Mora                     | Duna                                        |                       | Convidada             | Convidada             |                 |
| Daniel Moreno                   | Kevelek                                     |                       | Convidado             | Convidado             |                 |
| Alejandro Gutierrez             | Enzo                                        |                       | Convidado             | Convidado             |                 |
| Nataly Arbelaez                 | Betsy                                       |                       | Convidada             | Convidada             |                 |
| Gonzalo Vivanco                 | Zigorisko                                   | Convidado             |                       |                       |                 |
| Alejandra Duque                 | Iris                                        |                       |                       | Convidada             |                 |
| Diana Motta                     | Professora de Química                       | Convidada             |                       |                       |                 |
| Eduardo Lopéz                   | Professor de Educação Física                | Convidado             | Convidado             |                       |                 |
| Maria Irene Toro                | Professora de Matemática                    | Convidada             |                       |                       |                 |

## Dublagem
| Personagem                   | Dublador              |
| ---------------------------- | --------------------- |
| Sílvia Rojas                 | Jéssica Vieira        |
| Sílvix                       | Jéssica Vieira        |
| David Orduz                  | Cadu Paschoal         |
| Davix                        | Cadu Paschoal         |
| Ruth Olivera / Ruthilika     | Bruna Laynes          |
| Matt Montero / Misterioso M  | Bruno Tarta           |
| Tânia Botero                 | Natali Pazete         |
| Pablo Botero                 | Hugo Myara            |
| Erick Rojas                  | Eduardo Drummond      |
| Laura Calles                 | Clara Tiezzi          |
| Lili                         | Aline Guioli          |
| Niko                         | Yago Machado          |
| Roberta Barrios              | Ana Helena de Freitas |
| KONG                         | Fabrício Vila Verde   |
| Norah                        | Evie Saide            |
| Rufino                       | Márcio Aguena         |
| Athina                       | Camilla Andrade       |
| Camila                       | Camilla Andrade       |
| Rocco                        | Yan Gesteira          |
| Fernanda / Estrella          | Lhays Macêdo          |
| Trovão                       | João Victor Granja    |
| Jackie                       | Nicole Mattos         |
| Melvin                       | André Marcondes       |
| Kosnika                      | Isabella Simi         |
| Kral                         | Fernando Mendonça     |
| Oritzo                       | Carol Albuquerque     |
| Nina                         | Jeane Marie           |
| Olímpia                      | Gilza Mello           |
| Soledade                     | Érika Menezes         |
| Zillua                       | Taís Feijó            |
| Hector Rojas                 | Guilherme Briggs      |
| Roberto Barrios              | Wesley Santana        |
| Marina Gómez                 | Élida L'Astorina      |
| Inteligência Emocional       | Élida L'Astorina      |
| Salma Gomez de Rojas         | Andréa Murucci        |
| Emma de Montero              | Adriana Torres        |
| Doris Tempestade             | Adriana Torres        |
| Mateo Montero                | Daniel Simões         |
| Game Over                    | Marcelo Matos         |
| Iris                         | Pamella Rodrigues     |
| Zigorisko                    | Marco Ribeiro         |
| Arturo                       | Duda Ribeiro          |
| Diretor                      | Malta Júnior          |
| Professor Manuel             | Clécio Souto          |
| Professor de Educação Física | Renan Ribeiro         |
| Professora de Matemática     | Toro Fernanda         |

## Temporadas
| Temporada | Temporada | Episódios | Episódios | Exibição Original      | Exibição Original     | Exibição no Brasil     | Exibição no Brasil  |
| Temporada | Temporada | Episódios | Episódios | Estreia                | Final                 | Estreia                | Final               |
| --------- | --------- | --------- | --------- | ---------------------- | --------------------- | ---------------------- | ------------------- |
|           | 1         | 60        | 60        | 17 de setembro de 2018 | 7 de dezembro de 2018 | 4 de fevereiro de 2019 | 26 de abril de 2019 |
|           | 2         | 60        | 30        | 2 de março de 2020     | 10 de abril de 2020   | 2 de março de 2020     | 10 de abril de 2020 |
|           | 2         | 60        | 30        | 22 de junho de 2020    | 31 de julho de 2020   | 22 de junho de 2020    | 31 de julho de 2020 |

## Reprises
A série foi reprisada pela Nickelodeon Brasil a partir do dia 25 de novembro de 2019 às 09:30 da manhã e terminou no dia 28 de fevereiro de 2020, e a primeira parte de sua segunda temporada começou no dia 11 de maio de 2020 com mudança de horário para às 10:00 da manhã, sendo finalizada no dia 19 de junho do mesmo ano.
Foi reprisada pela Nickelodeon Brasil de 05 de outubro à 11 de dezembro de 2020 em 50 episódio no horário das 02:00 da madrugada (Horário de Brasília), nesta reprise foram exibidos 50 dos 60 episódios originais.

## Controvérsias
Erro de exibição
Nos dias 08 e 12 de abril de 2019, a série gamer ficou durante toda a sua transmissão de aproximadamente uma hora sendo exibida com áudio em português e espanhol simultaneamente. Essa falha, gerou muita insatisfação por parte dos fãs assíduos da trama, que ficaram totalmente inviabilizados de acompanhar a série. Cabe destacar, que esta não foi a primeira vez que a Nickelodeon apresentou falhas técnicas na transmissão de uma de suas séries juvenis. Em junho de 2018, a emissora também apresentou falhas técnicas durante a exibição do último episódio da 1 temporada de "Kallys Mashup".